# Into the Crevasse
"Into the Crevasse" é o segundo episódio da quarta temporada da série de televisão de comédia de situação norte-americana 30 Rock, e o sexagésimo da série em geral. Foi realizado por Beth McCarthy-Miller e teve o seu enredo escrito por Robert Carlock, que também assumia a função de produtor executivo do seriado e era co-showrunner. Diversos atores fizeram uma participação especial no episódio, incluindo Seth Kirschner, Sue Galloway, Aalok Mehta, Caitlin Fowler, Shawn Gianella, Jon Glaser e Subhas Ramsaywack. O ator Will Arnett fez um regresso no seu papel recorrente como Devon Banks, e recebeu uma nomeação ao Prémio Emmy pelo seu desempenho. A atriz de pornografia Savanna Samson também fez uma participação numa cena do episódio.
Nos Estados Unidos, a transmissão original de "Into the Crevasse" ocorreu através da rede de televisão National Broadcasting Company (NBC) na noite de 22 de Outubro de 2009. De acordo com o sistema de mediação de audiências Nielsen Ratings, aquela emissão foi assistida por uma média de 6 milhões e 684 mil agregados familiares durante a sua transmissão original norte-americana, uma melhoria em comparação com o episódio transmitido na semana anterior, e foi-lhe atribuída a classificação de 3,2 e oito de share entre os telespectadores pertencentes ao perfil demográfico dos 18 aos 49 anos de idade. Naquela noite, o episódio destacou-se especialmente entre os jovens adultos entre os 18 aos 34 anos de idade, e ainda entre os telespetadores masculinos desta faixa etária.
No episódio, Liz Lemon (interpretada por Tina Fey) lida com as consequências do seu livro Dealbreakers, especialmente depois de, sem saber, ferir os sentimentos dos homens da sua equipa de argumentistas e de Tracy Jordan (Tracy Morgan), astro do TGS with Tracy Jordan (TGS). Entretanto, Jack Donaghy (Alec Baldwin) vai a Washington, D.C., para participar numa reunião acerca da produção de microondas da General Electric (GE), mas dá por si a entrar em conflito com o seu arqui-inimigo Devon Banks (Arnett), que detém agora uma posição política poderosa. Paralelamente, Kenneth Parcell (Jack McBrayer) faz trabalho voluntariado num abrigo para animais, onde se afeiçoa emocionalmente a cada animal. Ao mesmo tempo, a revolta de Jenna Maroney contra Liz aumenta à medida que esta assume um novo papel num filme independente, o que leva a uma maior tensão entre elas.
Em geral, a crítica especialista em televisão do horário nobre expressou uma mistura de desapontamento e satisfação em relação a "Into the Crevasse", elogiando as piadas afiadas, as atuações de destaque e os momentos cómicos, especialmente as travessuras de Tracy e o retorno de Arnett. No entanto, muitos sentiram que o episódio careceu de coesão, declarando que a sátira política sobre bailouts financeiros e a cena no Congresso dos Estados Unidos pareceram forçadas, e notando que os enredos equiparando-se a reciclagens de episódios anteriores e mais fortes. Mesmo assim, apesar de alguns críticos expressarem que alguns momentos destacaram o humor característico da série, o episódio foi criticado por se assemelhar a uma série de esquetes desconexos ao invés de uma narrativa coesa, deixando os críticos a questionarem se 30 Rock ainda estava a manter o seu talento cómico.

## Produção e desenvolvimento
"Into the Crevasse" é o segundo episódio da quarta temporada de 30 Rock. Foi realizado por Beth McCarthy-Miller e teve o seu enredo redigido por Robert Carlock. Para McCarthy-Miller, esta foi a sua sétima vez a trabalhar na realização de um episódio de 30 Rock, enquanto para Carlock, que era também responsável pela produção executiva e era co-showrunner da série, foi a 13.ª vez a redigir um guião. McCarthy-Miller é uma antiga membro da equipa de realizadores do Saturday Night Live (SNL), um programa de televisão humorístico norte-americano transmitido pela NBC no qual Tina Fey — argumentista-chefe, criadora, produtora executiva e atriz principal de 30 Rock — foi argumentista-chefe entre 1999 e 2006. 30 Rock é muitas vezes visto como um reflexo cómico do SNL, e Liz Lemon como uma versão ficcionada de Fey, encarnando as dificuldades de liderar um programa cómico num ambiente dominado por homens, tal como o seu papel na vida real no SNL. Vários antigos integrantes do elenco do SNL já desempenharam papéis importantes ou fizeram participações especiais em 30 Rock, inclusive Tracy Morgan e a própria Fey, que foi a primeira apresentadora feminina do segmento Weekend Update. Além de McCarthy-Miller, outros membros da equipa do SNL que já trabalharam em 30 Rock são: John Lutz, argumentista do SNL entre 2003 a 2010 e membro do elenco de 30 Rock; e Steve Higgins, argumentista e produtor do SNL de 1995 a 2009 que fez participações na sétima temporada de 30 Rock. Alec Baldwin, apesar de nunca ter sido membro do elenco do SNL, detém o recorde de ser o anfitrião do programa por mais vezes, com dezassete vezes.
Embora o seu nome tenha sido listado na sequência de créditos de encerramento do episódio, a atriz Katrina Bowden, intérprete da personagem Cerie Xerox em 30 Rock, não participou de "Into the Crevasse". O episódio viu o retorno de Will Arnett a 30 Rock, no seu papel como Devon Banks, arqui-inimigo de Jack Donaghy que agora trabalha para a Presidência de Barack Obama, depois de ter feito uma amizade com as filhas do presidente, Sasha e Malia, para fofocar e bisbilhotar as suas vidas. O título do episódio deriva de uma metáfora utilizada por Jack, que reflecte os desafios do entretenimento e da vida. Como parte desta trama de Devon, no episódio, Jack conta uma história a Liz Lemon sobre ir "para dentro da crevasse," explicando uma situação na qual se escapa indo mais fundo no problema, como Jack fez em 1994 depois de ter caído numa crevasse e magoado a perna enquanto escalava no gelo. Quando finalmente voltou ao acampamento, ele disse à noticiarista Connie Chung, a alegada pessoa que lhe cortou a corda de escalada, que ela tinha feito a coisa certa. No presente, Jack entra metaforicamente na crevasse ao aceitar o dinheiro de bailout e a posição subserviente a Devon na qual isso o coloca. Carlock comparou esta trama com o "czar dos automóveis" da administração Obama na altura, que ajudou a conduzir a indústria automóvel durante a Grande Recessão, afirmando que Banks era isso, mas para a televisão.
"Into the Crevasse" dá continuidade a uma trama de Liz, na qual ela lançou o livro Dealbreakers para abordar situações que as mulheres não deveriam tolerar nos seus relacionamentos amorosos com homens. Ela enfrenta uma reação negativa dos diferentes tipos de homens sobre os quais avisou as mulheres para se manterem afastadas. Uma das primeiras reações vem de Subhas, um contínuo da NBC que tira o lixo do caixote do escritório de Liz e atira-o no chão. Este contínuo foi interpretado por Subhas Ramsaywack, um contínuo verdadeiro dos Estúdios Silvercup, local onde 30 Rock era gravada. Várias pessoas fizeram audições para aquela cena, mas a equipa do seriado acabou por escolher Ramsaywack após uma sugestão de Fey e Carlock, que o acharam "muito natural e engraçado." Em uma outra cena, enquanto olha Liz nos olhos, um empregado de uma livraria chamado Mike rasga uma imagem em papelão de Liz depois de apontar ao conselho "se o teu homem tem mais de trinta anos e ainda usa um crachá para trabalhar, isso é um dealbreaker," presente no livro dela. Mike foi interpretado pelo comediante Jon Glaser, um antigo aluno do The Second City, um empreendimento de comédia baseado em Chicago do qual Tina Fey e Jack McBrayer, ambos membros do elenco de 30 Rock, são antigos alunos. Scott Adsit, intérprete de Pete Hornberger, foi colega de Glaser no The Second City. A biografia de Jimmy Carter escrita por Milton Greene (Alan Alda) e referenciada em "Kidney Now!", pode ser vista em exposição na livraria, assim como o livro The Cigarrete Diet, de autoria do Dr. Leo Spaceman.
Para compensar o facto de ter causado problemas conjugais a Tracy, Liz tenta vender os direitos da sua vida a ele, e permite que ele produza um filme pornográfico sobre ela. Esta foi uma alusão à paródia pornográfica de 30 Rock, lançada em Agosto de 2009 pela produtora New Sensations. Os atores Caitlin Fowler e Shawn Gianella participaram de "Into the Crevasse" como as respetivas versões pornográficas de Jenna Maroney e Jack, enquanto a atriz pornográfica Savanna Samson interpretou a versão pornográfica de Liz. Samson expressou sentir-se honrada pela oportunidade pois era uma grande admiradora de Fey "e do que ela fez com a série." No final do episódio, Gianella e Samson recriam uma cena anterior na qual Jack dá a Liz o seu aparelho, porém, ao receber o retentor, Samson questiona a Gianella acerca de como poderia agradecê-lo pelo feito, levando Tracy a interromper a produção abruptamente. Contrariamente a diversos rumores na altura, os atores que interpretaram as versões pornográficas das personagens de 30 Rock não foram os mesmos que estrelaram na paródia original.
À medida que foi progredindo com a suas temporadas, 30 Rock inclinou-se cada vez mais para o humor surreal, particularmente com a personagem Kenneth Parcell, que se tornou a mais excêntrica. Enquanto outras personagens experimentavam desenvolvimentos loucos, como Jack a trabalhar para a administração Bush ou Tracy a vencer um prémio Óscar, o arco de Kenneth tornou-se mais bizarro, com indícios de que poderia ser imortal. Este arco iniciou subtilmente na primeira temporada com o episódio "The Baby Show", no qual há um panfleto na secretária do Dr. Leo Spaceman que lê "Nunca Morre" com uma foto do estagiário no pano de fundo. A partir da terceira temporada, a série foi deixando cair inúmeras pistas sobre a natureza eterna de Kenneth, desde referências vagas à sua idade até momentos mais evidentes em temporadas posteriores. Ele lembra-se de ter tido um papagaio por 60 anos, reage fortemente a sons agudos que só os maiores de 40 anos conseguem ouvir, e possui conhecimento enciclopédico sobre a história da televisão norte-americana. O auge desta estranha história acontece quando a mãe de Kenneth revela que, à nascença, Kenneth lhe disse que não era humano, mas sim um ser imortal. Em "Into the Crevasse", durante o segmento em preto e branco de "Do The Microwave", Kenneth pode ser visto a dançar em primeiro plano.
Judah Friedlander, intérprete do argumentista Frank Rossitano em 30 Rock, é conhecido pela sua coleção de chapéus de camionista adornados com vários slogans, frases e palavras. Esta caraterística não é apenas um adereço aleatório, mas sim uma parte integrante da personalidade de Frank e do humor da série. Segundo Friedlander, ele desenha e cria estes chapéus pessoalmente, tendo originado chapéus suficientes para usar um diferente em cada cena de 30 Rock, o que se traduz em cerca de três chapéus por episódio. O conteúdo dos chapéus de Frank reflete frequentemente a sua personalidade sarcástica, interesses peculiares ou referências à cultura popular. Alguns exemplos notáveis incluem erros ortográficos, frases nostálgicas e afirmações bizarras que dão uma ideia do carácter de Frank antes mesmo de ele falar. Ocasionalmente, os chapéus são incorporados no enredo, acrescentando uma camada extra de comédia. A personalidade de Friedlander na vida real também envolve o uso de chapéus semelhantes durante as suas atuações de comédia stand-up. Muitas vezes, ostenta nesses chapéus títulos ou capacidades ultrajantes, como "Campeão do Mundo" em diversas línguas, o que contrasta humoristicamente com o seu comportamento descontraído. Em "Into the Crevasse", Frank usa bonés que leem "Spaceship Owner" e "Not Guilty."

## Enredo
Liz Lemon (Tina Fey) fica animada ao ver diversas cópias do seu livro e um recorte de papelão de si mesma na montra de uma livraria. Ela revela a Mike (Jon Glaser), um funcionário da livraria que usa um crachá, que ela é a autora, mas ele fica zangado com ela devido a uma frase do livro que afirma que um homem com mais de trinta anos que ainda usa um crachá para trabalhar é um dealbreaker. Como resultado, ele rasga o recorte dela agressivamente e arranca a cabeça do mesmo. Vários outros homens na vida de Liz, incluindo Frank Rossitano (Judah Friedlander), J.D. Lutz (John Lutz), Pete Hornberger (Scott Adsit), Tracy Jordan (Tracy Morgan) e o zelador Subhas gritam com ela por dar conselhos que, segundo eles, prejudicaram os seus relacionamentos amorosos. A esposa de Tracy expulsa-o de casa, e ele vai viver com Liz como castigo por ter prejudicado o seu casamento. Uma vez lá, lê detalhadamente o livro dela e descobre que grande parte do mesmo foi escrito com base na vida dele, criticando as suas várias peculiaridades por serem deal breakers. Além disso, Jenna Maroney (Jane Krakowski), zangada com Liz por causa da procura de um novo membro para o elenco do TGS with Tracy Jordan (TGS), viaja para a Islândia para filmar um filme de baixo orçamento de lobisomens.
Entretanto, na sua posição de Vice-Presidente da Televisão da Costa Leste e da Programação de Fornos Microondas da General Electric (GE), Jack Donaghy (Alec Baldwin) viaja para Washington, D.C., para participar num grupo de trabalho sobre microondas, uma vez que a indústria está em dificuldades, mas diz que se recusa a aceitar qualquer dinheiro de bailout do governo. Ele acredita que a reunião será bastante simples e rápida mas, uma vez lá, é confrontado por Devon Banks (Will Arnett), que começou a trabalhar com o governo federal. Devon revela que passou o último ano, desde que foi despedido da GE, a tentar vingar-se de Jack, fazendo contactos na administração de Barack Obama através da sua amizade com as filhas do presidente, Sasha e Malia. Devon divulga o testemunho controverso de Jack na audiência, acreditando que a pressão pública obrigará Jack a renunciar a sua posição em três dias. Jack passa esse tempo a pedir aos argumentistas do TGS — Frank, Lutz e James “Toofer” Spurlock (Keith Powell) — que apresentem uma ideia "tão boa como a lâmpada incandescente" para melhorar o micro-ondas. Baseando as suas ideias na indústria automóvel norte-americana, tentam incorporar sugestões como aumentar o tamanho dos microondas ou fazer com que se avariem mais frequentemente para serem substituídos, mas Jack acaba por abandonar o projeto como um fracasso quando o resultado é simplesmente um carro.
O estagiário Kenneth Parcell (Jack McBrayer) distancia-se das suas tarefas na NBC para fazer trabalho voluntariado num abrigo para animais. Segundo ele, o tempo que passou numa quinta de porcos permite-lhe não se relacionar emocionalmente com os cães que lá estão, mas rapidamente dá nomes a todos os cães e adopta os que serão submetidos a eutanásia nesse dia. Kenneth pede a alguém do TGS para adotar os cães, e Tracy leva-os rapidamente para o apartamento de Liz para continuar a irritá-la. Liz e Tracy vão ter com Jack para finalmente resolverem o seu conflito. Jack decide que, pelo facto de Liz ter arruinado a vida de Tracy com o seu livro, Tracy deve ter o direito de arruinar a vida dela, ordenando a Liz que entregue os seus direitos de vida a Tracy. Jack conta a Liz uma história sobre um acidente que teve numa escalada no gelo, caindo numa crevasse. Partiu uma perna e não conseguiu subir para escapar, mas ao descer mais fundo na crevasse encontrou um caminho para sair. Jack traça um paralelo com a sua situação com Devon e encontra uma solução: aceitar o dinheiro de bailout do governo (que tinha recusado anteriormente), tornando Devon efetivamente o patrão de Jack. Liz também aplica esta história à sua situação com Tracy e deixa de resistir, sugerindo a Tracy que faça um filme pornográfico baseado na sua vida. Tracy concorda e muda-se do apartamento de Liz. Além disso, Jenna e Liz resolvem os seus problemas quando vêem duas estrelas adultas a representarem uma cena na qual as versões de si mesmas pedem desculpa uma à outra. Tracy encerra a produção quando as filmagens se tornam demasiado desagradáveis para ele.

## Referências culturais

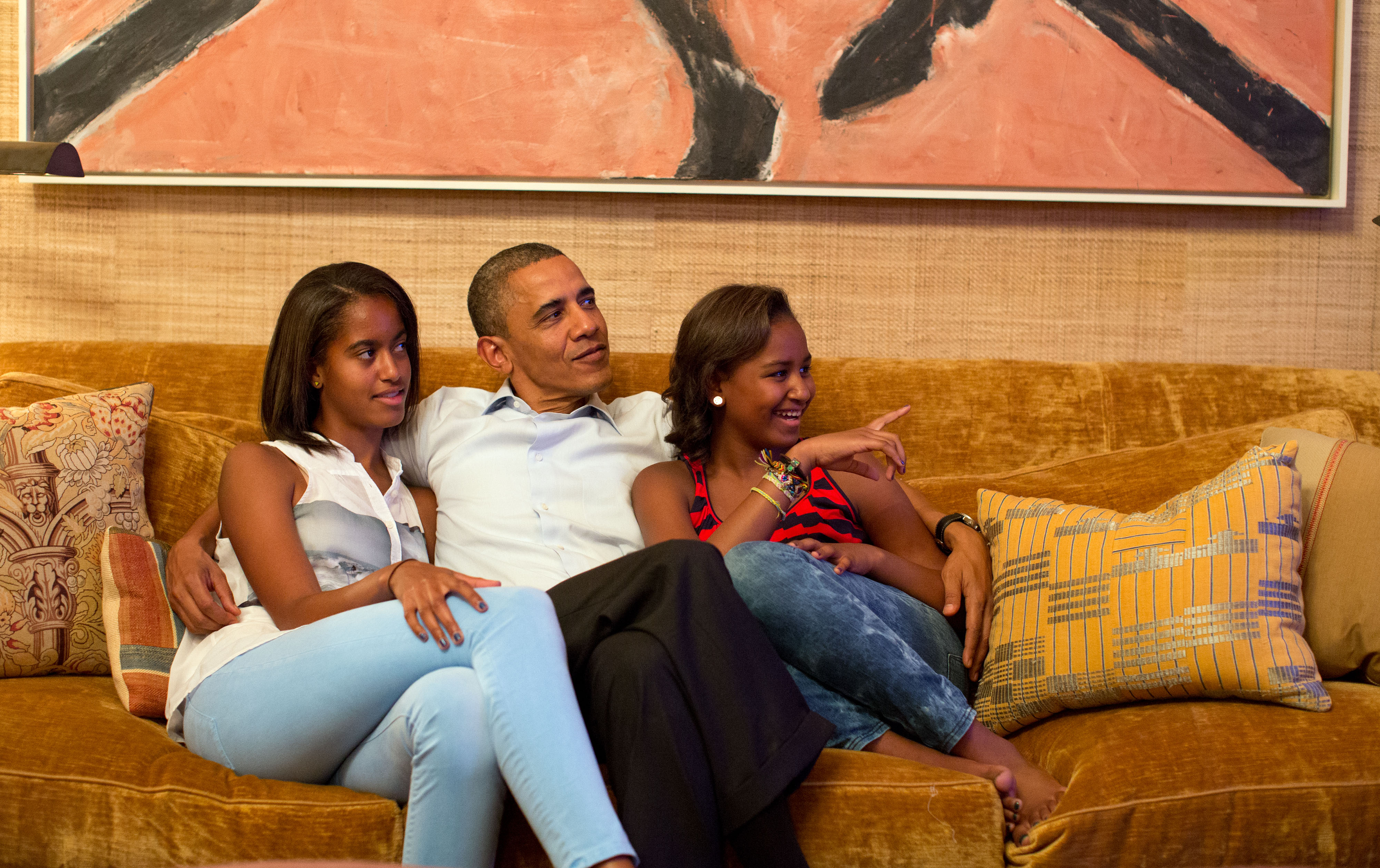
"Into the Crevasse" faz várias menções a Barack Obama (centro) e suas filhas Malia (esquerda) e Sasha (direita).